# Empire Awards 2002
La 7ª edizione degli Empire Awards, organizzata dalla rivista cinematografica inglese Empire, si è svolta nel 2002 a Londra, e premiò i film usciti nel 2001.

## Vincitori e candidati
I vincitori sono indicati in grassetto.
 Miglior film 
- Il Signore degli Anelli - La Compagnia dell'Anello (Lord of the Rings: The Fellowship of the Ring), regia di Peter Jackson
- A.I. - Intelligenza artificiale (A.I. Artificial Intelligence), regia di Steven Spielberg
- Harry Potter e la pietra filosofale (Harry Potter and the Philosopher's Stone), regia di Chris Columbus
- Moulin Rouge!, regia di Baz Luhrmann
- Il favoloso mondo di Amélie (Le Fabuleux Destin d'Amélie Poulain), regia di Jean-Pierre Jeunet

 Miglior attore 
- Elijah Wood - Il Signore degli Anelli - La Compagnia dell'Anello (Lord of the Rings: The Fellowship of the Ring)
- Haley Joel Osment - A.I. - Intelligenza artificiale (A.I. Artificial Intelligence)
- Viggo Mortensen - Il Signore degli Anelli - La Compagnia dell'Anello (Lord of the Rings: The Fellowship of the Ring)
- Billy Bob Thornton - L'uomo che non c'era (The Man Who Wasn't There)
- Benicio del Toro - Traffic

 Miglior attore britannico 
- Ewan McGregor - Moulin Rouge!
- Hugh Grant - Il diario di Bridget Jones (Bridget Jones's Diary)
- Tim Roth - Planet of the Apes - Il pianeta delle scimmie (Planet of the Apes)
- Sean Bean - Il Signore degli Anelli - La Compagnia dell'Anello (Lord of the Rings: The Fellowship of the Ring)
- Ian McKellen - Il Signore degli Anelli - La Compagnia dell'Anello (Lord of the Rings: The Fellowship of the Ring)

 Miglior attrice 
- Nicole Kidman - Moulin Rouge!
- Frances O'Connor - A.I. - Intelligenza artificiale (A.I. Artificial Intelligence)
- Renée Zellweger - Il diario di Bridget Jones (Bridget Jones's Diary)
- Audrey Tautou - Il favoloso mondo di Amélie (Le Fabuleux Destin d'Amélie Poulain)
- Nicole Kidman - The Others

 Miglior attrice britannica 
- Kate Winslet - Enigma
- Olivia Williams - Lucky Break
- Helena Bonham Carter - Planet of the Apes - Il pianeta delle scimmie (Planet of the Apes)
- Rachel Weisz - La mummia - Il ritorno (The Mummy Returns)
- Catherine Zeta-Jones - Traffic

 Miglior regista 
- Baz Luhrmann – Moulin Rouge!
- Cameron Crowe – Quasi famosi (Almost Famous)
- Steven Spielberg – A.I. - Intelligenza artificiale (A.I. Artificial Intelligence)
- Peter Jackson – Il Signore degli Anelli - La Compagnia dell'Anello (Lord of the Rings: The Fellowship of the Ring)
- Steven Soderbergh – Traffic

 Miglior film britannico 
- Il diario di Bridget Jones (Bridget Jones's Diary), regia di Sharon Maguire
- Enigma, regia di Michael Apted
- Lucky Break, regia di Peter Cattaneo
- Mike Bassett: England Manager, regia di Steve Barron
- Un'insolita missione (The Parole Officer), regia di John Duigan

 Miglior debutto 
- Orlando Bloom - Il Signore degli Anelli - La Compagnia dell'Anello (Lord of the Rings: The Fellowship of the Ring)
- Sharon Maguire - Il diario di Bridget Jones (Bridget Jones's Diary)
- Daniel Radcliffe, Rupert Grint e Emma Watson - Harry Potter e la pietra filosofale (Harry Potter and the Philosopher's Stone)
- Keira Knightley - The Hole
- Billy Boyd e Dominic Monaghan - Il Signore degli Anelli - La Compagnia dell'Anello (Lord of the Rings: The Fellowship of the Ring)

## Premi Onorari
- Inspiration Award
  - Michael Mann

- Independent Spirit Award
  - Alejandro Amenábar - The Others
  - Alejandro González Iñárritu per Amores perros
  - Terry Zwigoff per Ghost World
  - Jean-Pierre Jeunet per Il favoloso mondo di Amélie

- Lifetime Achievement Award
  - Christopher Lee